# Llengua familiar
|  | No s'ha de confondre amb Família lingüística o Llenguatge planer. |

Mapa d'Austràlia basat en el cens del 2011 que mostra les dones que tenen com a llengua familiar una diferent de l'anglesa.

La llengua familiar és aquella llengua o conjunt de llengües que utilitza un individu a l'entorn familiar. Stricto sensu, no es correspon necessàriament amb la llengua materna, malgrat que sí que passa en el cas de les famílies monolingües. Fora del nucli més íntim, la llengua familiar també es pot fer servir per a relacionar-se amb la família extensa o altres cercles.
Aquest terme és especialment emprat per a discernir entre l'idioma general d'un territori i l'usat per les famílies immigrants que hi habiten. La pervivència d'aquest últim es considera un dret social i la seva adquisició no ha d'entrar en conflicte amb la de l'altre idioma. La immersió lingüística és el mecanisme que assegura que tots els membres d'una comunitat siguin competents en la llengua comunitària independentment de la llengua familiar. Amb tot, es considera contraproduent el menysteniment de la llengua familiar a l'ensenyament perquè pot generar rebuig envers la llengua a aprendre.
Pel que fa al català, la sociolingüista Carme Junyent assenyala que viu una situació més bona que la d'altres llengües subordinades a Europa gràcies al fet que molts catalans que no el tenien com a llengua familiar se l'han apropiat i n'han garantit la transmissió intergeneracional. En canvi, segons el polític Oriol Junqueras, ha deixat de ser la llengua hegemònica dels Països Catalans en part perquè els qui la tenen com a llengua familiar no en fan ús en l'àmbit públic i es torna, doncs, prescindible.